# 1806-20
1806-20 est un amas ouvert situé de l'autre côté de la Voie lactée à environ 39 000 années-lumière de la Terre.
Cet amas contient la variable lumineuse bleue LBV 1806-20 et le magnétar SGR 1806-20.

## Liste d'objet de l'amas
| Nom         | Type                     | Note                                                                                      |
| ----------- | ------------------------ | ----------------------------------------------------------------------------------------- |
| LBV 1806-20 | Variable lumineuse bleue | Étoile la plus brillante connue.                                                          |
| SGR 1806-20 | Magnétar                 | Magnétar à l'origine de la plus importante éruption gamma enregistrée dans notre galaxie. |
| 1806-20 1   | Étoile Wolf-Rayet        |                                                                                           |
| 1806-20 2   | Étoile Wolf-Rayet        |                                                                                           |
| 1806-20 3   | Étoile Wolf-Rayet        |                                                                                           |
| 1806-20 4   | O                        |                                                                                           |
| 1806-20 5   | Supergéante rouge        |                                                                                           |
| 1806-20 6   | Supergéante rouge        |                                                                                           |
| 1806-20 7   | B                        |                                                                                           |
| 1806-20 8   | Supergéante rouge        |                                                                                           |
| 1806-20 9   | Supergéante rouge        |                                                                                           |
| 1806-20 10  | Supergéante rouge        |                                                                                           |
| 1806-20 11  | O                        |                                                                                           |
| 1806-20 12  | Supergéante rouge        |                                                                                           |
| 1806-20 13  | ?                        |                                                                                           |
| 1806-20 14  | Supergéante rouge        |                                                                                           |
| 1806-20 16  | Étoile Wolf-Rayet        |                                                                                           |
| 1806-20 17  | O                        |                                                                                           |
| 1806-20 18  | O                        |                                                                                           |